# Schwarzhemden

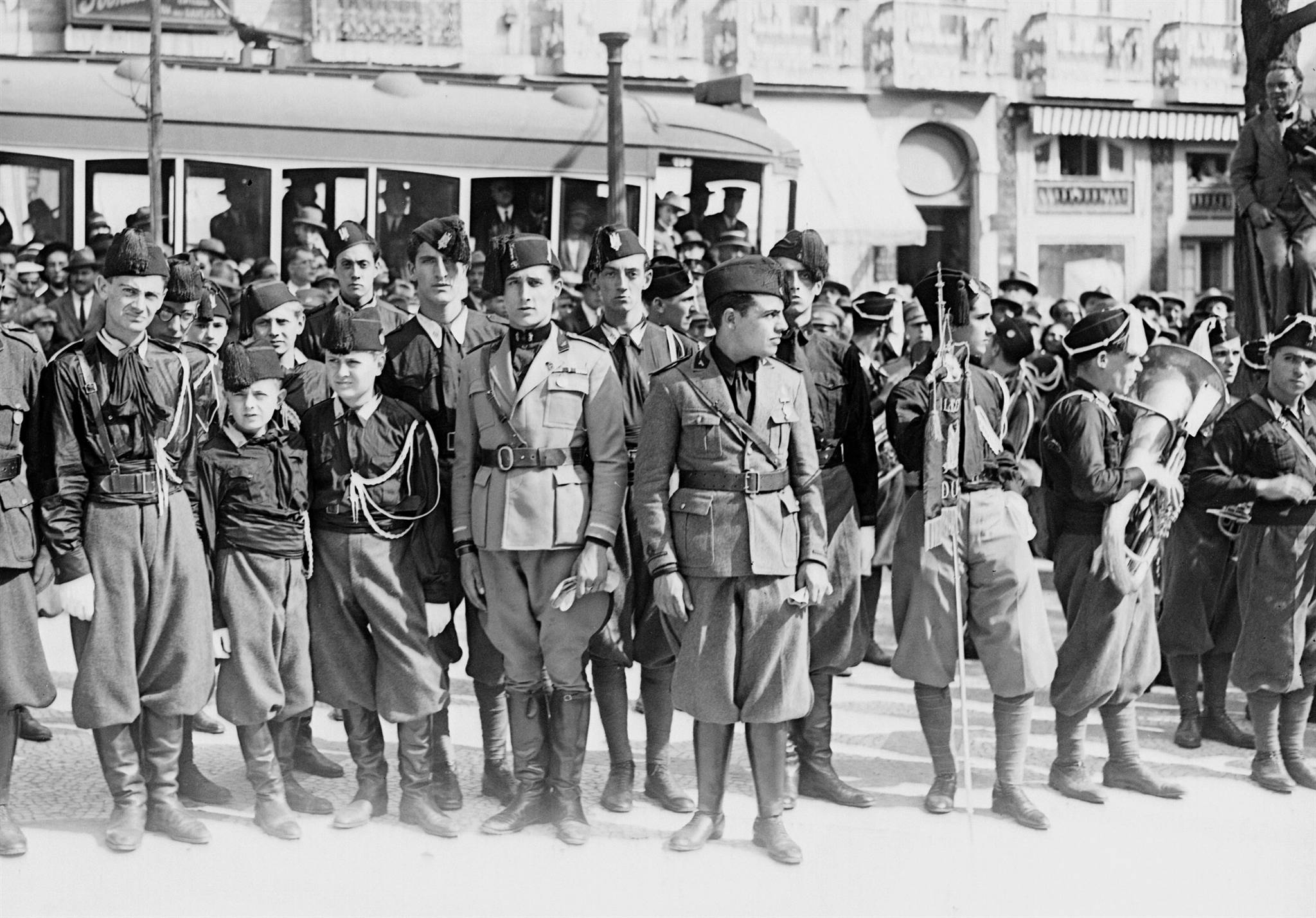
Schwarzhemden in typischer Uniform (1929)

Schwarzhemden (italienisch camicie nere, kurz CCNN) war die zunächst inoffizielle und später offizielle Sammelbezeichnung für die Mitglieder paramilitärischer Milizen der italienischen Faschisten.

## Offizielle Bezeichnungen
- 1919–1923: Squadre d’azione (deutsch „Aktionskommandos“, deren Mitglieder wurden auch als squadristi bzw. deutsch Squadristen bezeichnet)
- 1923–1943: Milizia Volontaria per la Sicurezza Nazionale (kurz MVSN, deutsch „Freiwillige Miliz für die nationale Sicherheit“)
- 1943–1945: Guardia Nazionale Repubblicana (kurz GNR, deutsch „Republikanische Nationalgarde“)
- 1944–1945: Brigate Nere (kurz BN, deutsch „Schwarze Brigaden“)

## Vorgeschichte

Flagge der Squadristen

Mussolini war wegen seiner Befürwortung eines Eintritts Italiens in den Ersten Weltkrieg an der Seite der Entente aus der Sozialistischen Partei Italiens (Partito Socialista Italiano, PSI) ausgeschlossen worden und hatte mit seiner Tageszeitung Il Popolo d’Italia weiter für den Kriegseintritt geworben. Um diesen Bestrebungen Nachdruck zu verleihen, hatte er 1914 die Fasci d’Azione Rivoluzionaria (FAR) gegründet, die sich nach Kriegseintritt auflösten.
Nach Kriegsende kam es in den Jahren 1919 und 1920 (Biennio rosso) besonders im industrialisierten Norditalien unter dem Eindruck der russischen Oktoberrevolution und der Agitation der Dritten Internationale zu Versuchen der Sozialisten und Syndikalisten, die herrschende Ordnung durch Fabrikbesetzungen, Landbesetzungen und Streiks zu stürzen und damit die Voraussetzungen für den Übergang zu einer sozialistischen Gesellschaftsordnung zu schaffen. Die Arbeiter organisierten sich teilweise in bewaffneten Kampfbünden.
Gegen diese revolutionären Kräfte formierte sich zunächst nur lokaler Widerstand von Kampfgruppen aus arbeitslosen Soldaten bzw. Abenteurern, die Schutzgelder von Grundbesitzern erhielten bzw. mit der Industrie Werkschutz-Verträge schlossen.

## Squadrismus (1919–1923)

Abzeichen der MVSN 1941

Am 23. März 1919 fasste Mussolini die lokalen Gruppen in Absprache mit deren Kommandanten unter der organisatorischen Leitung von Roberto Farinacci zusammen und gab ihnen den Namen Fasci italiani di combattimento (wörtlich „Italienische Kampfverbände“). Auf der Piazza San Sepolcro in Mailand verkündete er das Ziel der Gründung:

„[Heute] gründen wir eine Gegenpartei, die Fasci di Combattimento, sie wendet sich gegen zwei Gefahren. Erstens gegen den Hass der Linken und zweitens gegen deren Zerstörungswut.“

Bei den Parlamentswahlen im Herbst 1919 erhielten die Fasci kein einziges Mandat. Sie waren nur in Mailand angetreten und holten dort lediglich 1,7 % der Stimmen. Diese offensichtliche Wahlniederlage machte Mussolini weitgehend von den Führern der Fasci abhängig. Anderseits gab diese Selbständigkeit Mussolini die Möglichkeit, sich von verschiedenen Aktivitäten zu distanzieren. Als wichtigste regionale Führer der Fasci sind Italo Balbo, Dino Grandi, Cesare Maria De Vecchi und Emilio De Bono zu nennen. Für diesen Zeitpunkt beschreibt Wolfgang Schieder die soziale Basis der Faschisten als „politisch heimatlose […] Randgruppen der städtischen Nachkriegsgesellschaft“.
Größere Unterstützung bekamen die antisozialistischen, faschistischen Schlägertrupps erst im Biennio rosso („rotes Doppeljahr“). Im italienischen Bürgertum hatte sich die Angst vor einer sozialistischen Revolution entwickelt; insbesondere auf dem Land engagierten Großagrarier die auch dort entstehenden Fasci, um gegen Landbesetzungen und Streiks vorzugehen. Infolgedessen terrorisierten diese Sozialisten und griffen deren Parteizentralen an. Diese ländlichen faschistischen Kampfgruppen nannten sich Squadre d’Azione (Aktionskommandos) und wurden häufig von den Söhnen der Landbesitzer angeführt, die ein direktes Interesse an der Unterdrückung von Revolten hatten. Außerdem waren sie in der Regel erst von der Front heimgekehrt und hatten dort unmittelbare Gewalterfahrungen gesammelt.
Das gewaltsame Vorgehen der Squadre wurde von den bürgerlichen Regierungen geduldet und teils sogar unterstützt. So eroberten Faschisten und reguläres Militär das Arbeiterviertel Scandicci in Florenz gemeinsam. Dadurch konnten die Faschisten Ende 1920 die Oberhand gewinnen, worauf das Biennio nero („schwarzes Doppeljahr“) folgte, die zwei Jahre der Überlegenheit der Schwarzhemden bis zum Marsch auf Rom im Oktober 1922.
Durch die Gründung des Partito Nazionale Fascista im Jahr 1921 wurde der bisher als antipolitische Bewegung wahrgenommene Faschismus in Form einer Partei institutionalisiert. Der anarchische Charakter der agrarfaschistischen Squadre musste teils zurückgedrängt werden, um das nationalmonarchische Bürgertum nicht zu verschrecken und als dauerhaften Bündnispartner zu gewinnen. So konnten die Faschisten die politische Macht erobern und auch darüber hinaus sichern.
Im Jahre 1922 hatten die Schwarzhemden bereits die Kontrolle über zahlreiche Stadtregierungen übernommen. Im Oktober 1922 organisierte Mussolini mit etwa 26.000 Schwarzhemden den Marsch auf Rom (Marcia su Roma). Dieser Marsch war ein entscheidender Faktor für die Berufung Mussolinis zum Ministerpräsidenten durch König Viktor Emanuel III.

### Ideologie und Kampfweise

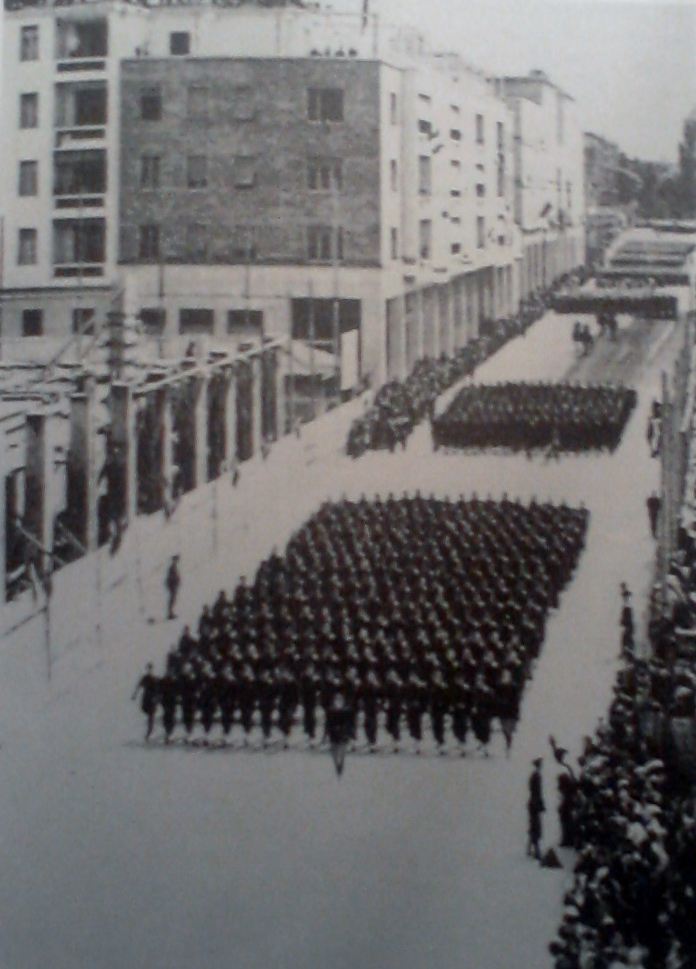
Aufmarsch der faschistischen Miliz bei einer Parade entlang der Bozener Freiheitsstraße, der damaligen Via dell’Impero, um 1936/37

Die Schwarzhemden sahen Gewalt als legitimes politisches Mittel zur Durchsetzung ihrer Ziele an. Ziel ihrer Angriffe waren zunächst Einzelpersonen und Anschläge auf das Eigentum von Gegnern, später erstreckten sich die Aktionen auf kleinere Orte, bis man zuletzt im Rahmen von „Strafaktionen“ auf die Besetzung von Städten und die Zerstörung der Infrastruktur der Gegner überging. Ziele waren vor allem Vereinslokale und Zeitungsredaktionen. Die Opfer wurden verprügelt, erschlagen oder gezwungen, Rizinusöl zu trinken (in größeren Mengen führt es zu einem qualvollen Tod). Als Tatwaffe diente oft der Manganello, eine Art Schlagstock.
Sven Reichardt benennt die Gewalt als zentralen ideologischen Faktor. Dies gilt insbesondere für den agrarischen Faschismus 1920–1921, bei dem die ritualisierte Gewalt einen „internen Bindungsmechanismus“ für das Kollektiv der Squadre d’azione darstellte. Diese Suche nach Bindung und Sinn erklärt sich insbesondere durch die Desintegration und Brutalisierung durch den Ersten Weltkrieg.

## Schwarzhemden-Miliz MVSN (1923–1943)

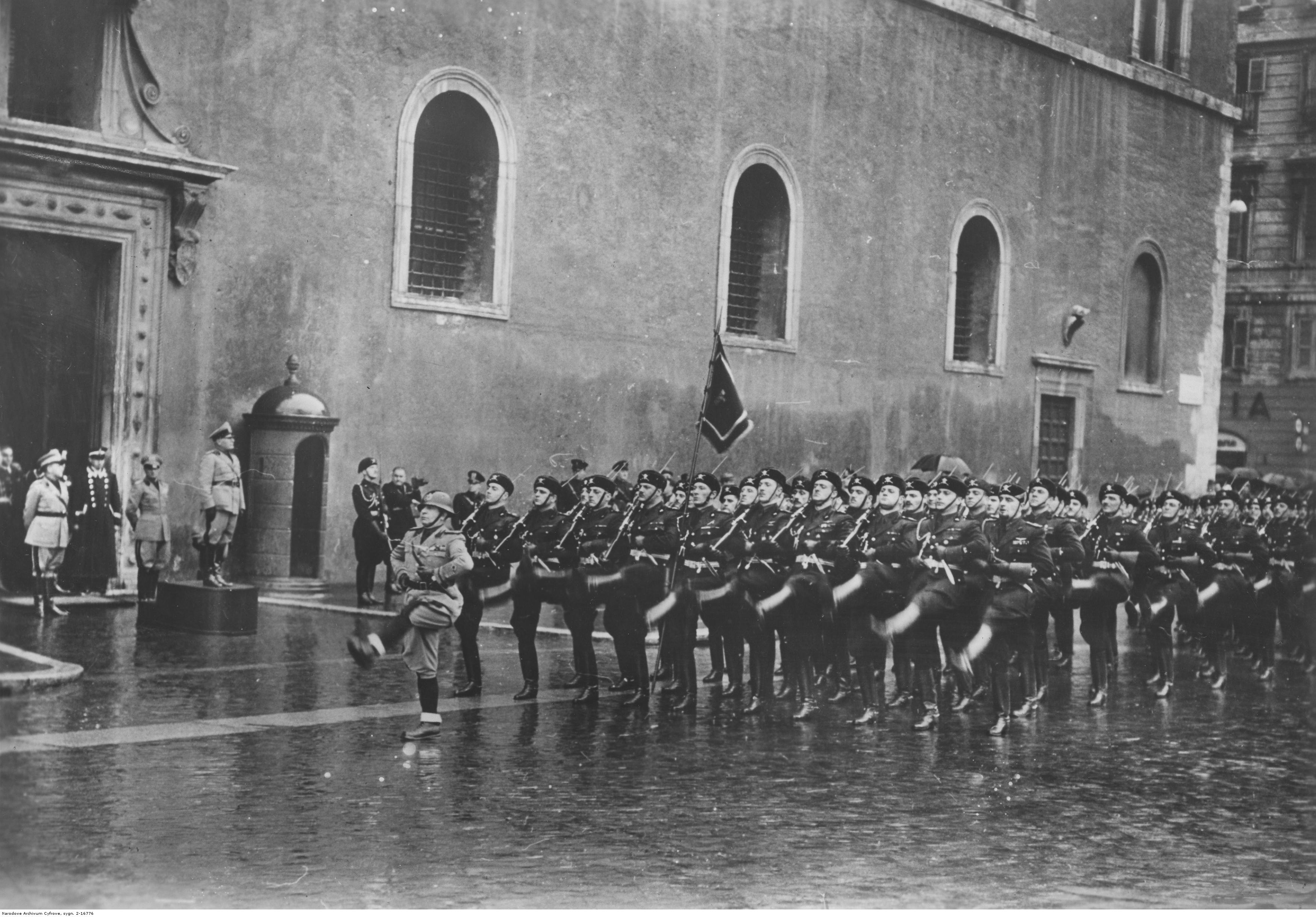
Parade der faschistischen Miliz vor Mussolini (1940)

Nach dem Marsch auf Rom 1922 fand eine Umorganisierung der Squadristi in die milizia statt, aus der wiederum am 1. Februar 1923 die Milizia Volontaria per La Sicurezza Nazionale (MVSN) entstand. Nach dem Sturz Mussolinis am 25. Juli 1943 wurde die Miliz, im Gegensatz zur Faschistischen Partei, nicht aufgelöst, sondern bestand weiterhin. In der Italienischen Sozialrepublik fand dann eine Überführung in die Guardia Nazionale Repubblicana (GNR) statt.
Nominell war Benito Mussolini Oberbefehlshaber, tatsächlich wurden die Schwarzhemden jedoch vom Stabschef im vergleichbaren Rang eines Armeegeneral geführt. Insbesondere in der MVSN wurde die Struktur der historischen römischen Armee nachgebildet. Die Bezeichnungen der Dienstgrade und der Gliederung wurden dem römischen Heer entnommen, die personellen Stärken entsprachen jedoch den aktuellen Gegebenheiten.

### Gliederung
Die ursprüngliche Gliederung der MVSN orientierte sich an 15 Zonen, denen 133 Legionen (eine pro Provinz) zu je drei Kohorten unterstanden, außerdem wurden je 10 Legionen von einer unabhängigen Einheit beaufsichtigt. 1929 wurde sie in vier raggruppamenti umorganisiert, die dann im Oktober 1936 in vierzehn Zonen abermals neu aufgeteilt wurden, denen dann nur noch 133 Legionen mit je zwei Kohorten – eine mit Männern von 21 bis 36 Jahren, die andere mit Männern bis 55 Jahren – unterstanden, zzgl. Sondereinheiten in Rom, auf der Insel Ponza, der schwarz uniformierten Moschettieri del Duce („Musketiere des Duce“, Mussolinis Leibgarde), der albanischen Miliz (vier Legionen) und der Kolonialmiliz in Afrika (sieben Legionen).
- Zona = Division
- Legione = Regiment, jede Legion war eine Milizeinheit, die aus einem kleinen aktiven Kader und einer großen Reserve freiwilliger Zivilisten bestand.
- Coorte = Bataillon
- Centuria = Kompanie
- Manipolo = Zug
- Squadra = Gruppe

Diese Einheiten waren auch nach dem „Dreierprinzip“ aufgebaut:
- 3 squadre = 1 manipolo
- 3 manipoli = 1 centuria
- 3 centurie = 1 coorte
- 3 coorti = 1 legione
- 3 legioni = 1 divisione oder
- 3 legioni oder mehr = 1 zona

#### Sicherheitsmiliz
Sondermilizen wurden auch für sog. Polizeischutz-Aufgaben gebildet:
- Miliz der Luftabwehr und der Küstenartillerie, als gemeinsamer Verband zweier Milizen
- Forstwirtschafts-Miliz
- Grenzmiliz
- Autobahn-Miliz
- Hafenmiliz
- Post- und Telegrafen-Miliz
- Bahnmiliz
- Universitätsmiliz

### Mobile Einheiten
Zum Italienisch-Äthiopischen Krieg 1936 stellte die MVSN sechs Divisionen auf:
- 1. MVSN Division 23 Marzo
- 2. MVSN Division 28 Ottobre
- 3. MVSN Division 21 Aprile
- 4. MVSN Division 3 Gennaio
- 5. MVSN Division 1 Febbraio
- 6. MVSN Division Tevere

### Einsatz im Zweiten Weltkrieg
Die MVSN war an jedem Kriegsschauplatz der Italiener beteiligt.
Beim Kriegseintritt Italiens im Juni 1940 stellte die MVSN drei Divisionen mit insgesamt 34.000 Mann bereit, 1942 wurde eine vierte Division gebildet, die jeder Armee-Division als Gruppo di Assalto zugeteilt wurde. Diese Gruppi bestanden aus je zwei Kohorten (zu je drei Centurien zu drei Manipeln zu zwei Schwadronen) plus einer Gruppo Supporto-Centurie bestehend aus zwei Maschinengewehr-Manipeln (zu je drei schweren Maschinengewehren) und zwei 81-mm-Mörser-Manipeln (zu je drei Mörsern).
Später wurden 41 mobile Einheiten gebildet, aus denen das dritte Regiment in italienischen Armeedivisionen entstehen sollte. Aufgrund von Unterbesetzung, fehlender Ausrüstung und unzureichender Ausbildung erlitten diese mobilen Einheiten schwere Verluste. Die drei Divisionen wurden in Nordafrika im Kampf vollständig aufgerieben.

### Italienische Sozialrepublik
Dem Fall des faschistischen Regimes in Italien und der Auflösung der MVSN folgte die Gründung der Guardia Nazionale Repubblicana (GNR) und der Schwarzen Brigaden (Brigate Nere). Die 40 Schwarzen Brigaden bestanden aus ehemaligen Schwarzhemden der MVSN, früheren Carabinieri, ehemaligen Soldaten und anderen faschistischen Elementen.

### Dienstgrade
Als Comandante Generale wurde Mussolini 1935 zum Primo Caporale Onorario (Erster Ehrenkorporal) gekürt, Hitler 1937 zum Caporale Onorario (Ehrenkorporal). Alle weiteren Dienstgrade entsprachen ungefähr denen der historischen römischen Armee (in Klammern die entsprechenden Dienstgrade der italienischen Streitkräfte):

#### Generäle
- Comandante generale (Generale) = „General-Kommandeur“: Oberbefehlshaber
- Comandante (Generale di Divisione) = „Kommandeur“: Divisionsgeneral
- Console generale (Generale di Brigata) = „General-Konsul“: Brigadegeneral

#### Offiziere
- Console (Colonello) = „Konsul“ und Legionskommandeur: Oberst
- Primo seniore (Tenente Colonello) = „Erster Senior“: Oberstleutnant
- Seniore (Maggiore) = „Senior“ und Kohortenkommandeur: Major
- Centurione (Capitano) = „Zenturio“: Hauptmann
- Capomanipolo (Tenente) = „Erster Manipelführer“: Oberleutnant
- Sottocapomanipolo (Sottotenente) = „Zweiter Manipelführer“: Leutnant
- Aspirante sottocapomanipolo (Aspirante ufficiale) = „Manipelführer-Anwärter“: etwa Offizieranwärter, Oberfähnrich

#### „Adjutanten“ (Offiziersstellvertreter)
- Primo aiutante (Maresciallo Maggiore) = „Erster Adjutant“
- Aiutante Capo (Maresciallo Capo) = „Chefadjutant“
- Aiutante (Maresciallo Ordinario) = „Adjutant“

Die Aiutanti bildeten als Offiziersstellvertreter eine eigene Dienstgradgruppe zwischen den Offizieren und Unteroffizieren (vgl. die französischen Adjutants und anglo-amerikanischen Warrant Officers). Sie hatten als solche keine eigentliche Entsprechung in der deutschen Wehrmacht, doch kam ihnen der Dienstgrad Stabsfeldwebel recht nahe.

#### Unteroffiziere und Mannschaften
- Primo Capo squadra (Sergente Maggiore) = „Erster Gruppenchef“, „Oberscharführer“; etwa: Oberfeldwebel
- Capo squadra (Sergente) = „Gruppenchef“, „Scharführer“; etwa: Unterfeldwebel
- Vicecapo squadra (Caporale Maggiore) = „Vize-Gruppenchef“, „Vize-Scharführer“; etwa: Stabsgefreiter
- Camicia nera scelta (Caporale) = „Schwarzhemd erster Klasse“, „Rottenführer“; etwa: Obergefreiter
- Camicia nera (Soldato) = „Schwarzhemd“; etwa: Soldat

### Uniformen
Die Schwarzhemden der MVSN trugen normale Armeeuniformen, entweder den graugrünen Woll- oder den khakifarbenen Stoff-Drillich, dazu ein schwarzes Hemd mit Krawatte, ein schwarzes Kragenspiel mit eingelassenem silbern-metallenem fascio (das römische Rutenbündel mit Beil als Herrschaftszeichen der Macht) und einen schwarzen Fes mit Quaste.
Dienstgradabzeichen entsprachen denen der Armee, mit Dienstgrad-Streifen in schwarz umsponnenen Sparren und Offiziersgrad-Streifen in schwarzer Litze mit der obersten als rautenförmige Schleife anstelle der runden oder ovalen Schleifen der Armee.
Sie trugen auch eine schwarzfarbene Ausgabe des herkömmlichen italienischen Armeehelms, wieder mit einem silbernen fascio auf der Vorderseite; Im Zweiten Weltkrieg wurde der fascio auf den normalen graugrünen Armeehelm schabloniert.
Die Mitglieder der Guardia Nazionale Repubblicana trugen schwarze Hemden, Rollkragenpullover oder andere schwarze Oberteile, dazu schwarze Helme und italienische Armeehosen, womit sie sich als Schwarzhemden kenntlich machen wollten.

## Nachahmungen
Die Kampfmethoden und die Uniformen fanden manche politische Nachahmer, darunter Adolf Hitler im Deutschen Reich, der die SA mit braunen Hemden und die SS mit schwarzen Uniformen ausstatten ließ (letztere wurden umgangssprachlich ebenfalls „Schwarzhemden“ genannt, obwohl sie eigentlich braune oder weiße Hemden zum schwarzen Uniformrock trugen), Sir Oswald Mosley im Vereinigten Königreich (dessen Mitglieder der British Union of Fascists auch als „Schwarzhemden“ bekannt waren), William Dudley Pelley in den Vereinigten Staaten (Silver Legion of America oder „Silberhemden“), Plínio Salgado in Brasilien (dessen Anhänger grüne Hemden trugen) und Eoin O’Duffy im Irischen Freistaat (Army Comrades Association oder „Blauhemden“).
Seit einigen Jahren wird der Name in Australien von einer militanten väterlichen Sorgerechtsgruppe verwendet, allerdings ohne faschistische Assoziation.